# 조지아 (커피)
조지아(일본어: ジョージア, 영어: GEORGIA)는 일본 코카콜라에서 탄생한 코카콜라의 캔커피 브랜드이다. 1975년에 발매되었을 때는 현재 "오리지널"인 250g 캔의 단일 상품이었지만, 1980년대 전반에 시리즈 전개가 시작되어 현재는 경쟁 업체를 능가하는 시리즈 라인업을 자랑하고 있으며, 일본 캔커피 시장 점유율에서 선두 브랜드이다. 일본의 캔커피 관련 각종 조사에서 종종 1위인 브랜드이다. 이름의 유래는 코카콜라 본사가 위치한 조지아에서 유래했지만, 미국에서 판매되지는 않았다. 이전에는 동 브랜드의 우롱차, 녹차, 코코아 등도 존재했지만 지금은 커피 뿐이다. 싱가포르, 바레인, 대한민국 등에서도 전개되고 있다. 미국에서는 2009년에 처음 판매되었으며, 레스토랑에서는 거의 독점적으로 판매된다.

## 상표등록거부사건
대법원 특허1부는 "'조지아' 커피 상표 등록거부는 부당하다"며 특허청을 상대로 낸 상표거절결정 취소소송 상고심(2011후958)에서 원고패소판결한 원심을 확정하였다. 재판부는 판결문에서 "상표법 제6조 제1항 제4호는 현저한 지리적 명칭·그 약어 또는 지도만으로 된 상표는 등록을 받을 수 없다고 규정하고 있다"며 "현저한 지리적 명칭 등이 식별력 없는 기술적 표장과 결합된 경우라도 그 결합에 의해 본래의 지리적 명칭이나 기술적 의미 등을 떠나 새로운 관념을 낳는다거나 새로운 식별력을 형성하는 것이 아니라면 이 조항의 적용이 배제되지 않는다"고 밝혔다. 재판부는 "코카콜라가 등록한 상표 중 문자 부분인 'GEORGIA'는 아시아 북서부에 있는 국가인 그루지야의 영문 명칭 또는 미국 남동부의 주의 명칭으로 일반 수요자들에게 널리 알려져 있으므로 현저한 지리적 명칭에 해당하고, 도형 부분도 찻잔 형상의 기본적인 형태를 유지하고 있어 식별력이 있다고 볼 수 없다"고 덧붙였다.

## 참고 문헌
- 대법원 2012.12.13.선고 2011후958 판결 〔거절결정(상)〕

## 같이 보기
- 조지아주
- 조지아
- 레쓰비